# マドレーヌ・ルメール
マドレーヌ・ルメール（Madeleine Lemaire、結婚前の名:Jeanne Magdelaine Colle、1845年5月24日 - 1928年4月8日) はフランスの画家である。静物画を得意とし人気画家となった。ルメール夫人の邸は、上流階級の人々や、芸術家の集まる、パリで屈指のサロンとなり、若き日のマルセル・プルーストも訪れた。後のプルーストの小説、『失われた時を求めて』の登場人物、ヴェルデュラン夫人（Madame Verdurin）のモデルであったとされる人物の一人である。

## 略歴
南フランス、ヴァール県のレ・ザルク(Les Arcs)に生まれた。12歳でパリに出て、エルベラン夫人(Jeanne-Mathilde Herbelin:1820–1904) やパリで女性のための絵画教室を開いていたシャルル・シャプランに学んだ。1864年にサロン・ド・パリに初出展してから、生涯にわたり出展を続け、1877年と1900年には賞を受けた。1879年から水彩画協会の展覧会にも出展した。1865年にパリの役人、 Casimir Louis Philippe Lemaireと結婚した。
静物画、特にバラの絵を得意とし、詩人のロベール・ド・モンテスキューは、ルメール夫人を「薔薇の女帝」と称えた。人気画家になった後、芸術的なサロンを開くようになり、貴族や上流階級の人々、芸術家が訪れるようになった。1890年代はじめにマルセル・プルーストもルメール夫人のサロンを訪れるようになり、ルメール夫人はプルーストの処女出版される著作に挿絵を描くことを約束し、1897年に出版された『楽しみと日々』の挿絵を描いた。
1913年から出版が始められたプルーストの『失われた時を求めて』の登場人物で、ブルジョワ社交界の女主人としてサロンを頻繁に開いたヴェルデュラン夫人（Madame Verdurin）のモデルであったとされる女性の一人である。
娘のシューゼット(Suzette Lemaire)は1880年頃、エドゥアール・マネによって肖像画が描かれた。

## 作品

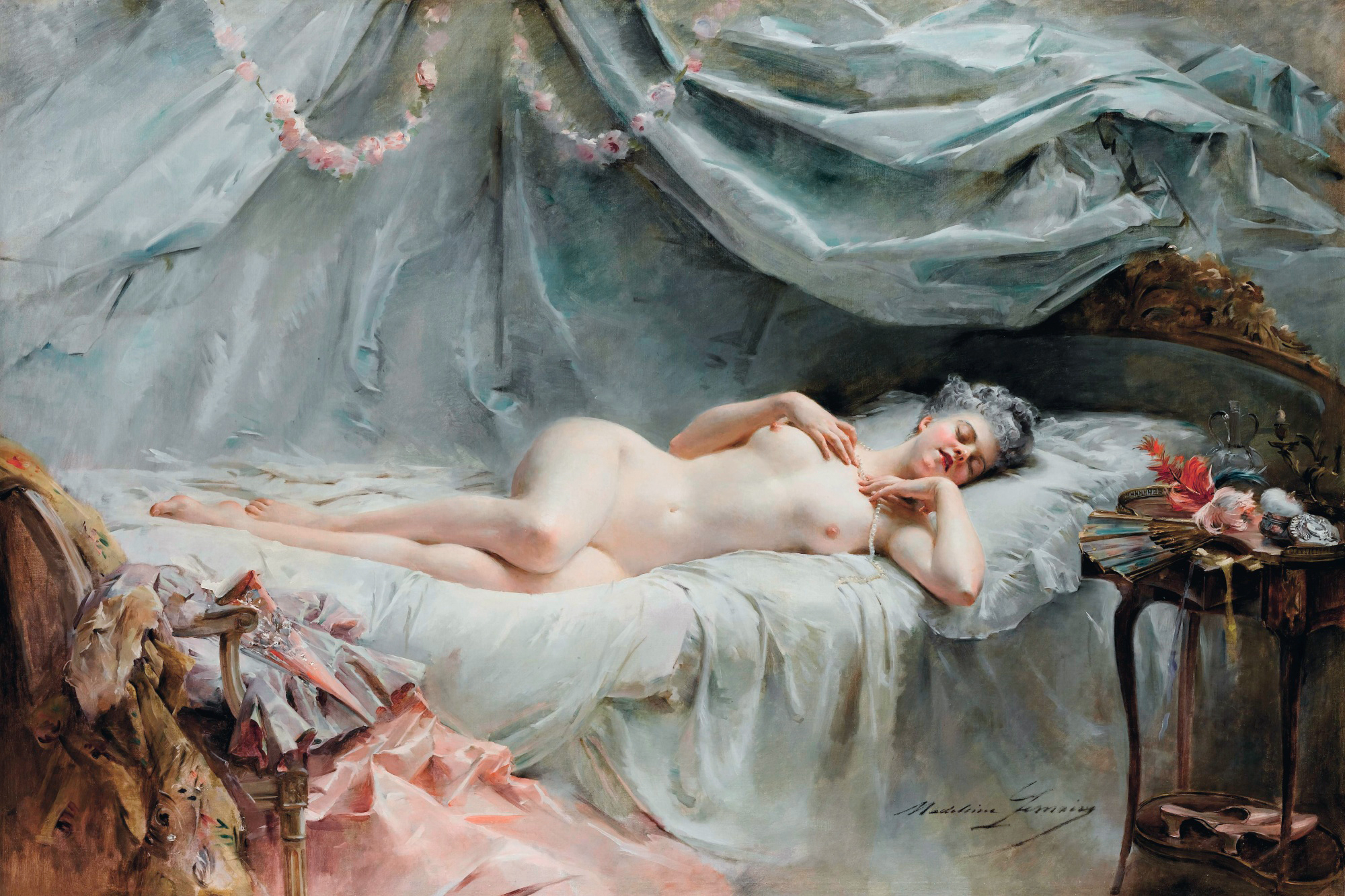
"Le sommeil de Manon" (c.1906)
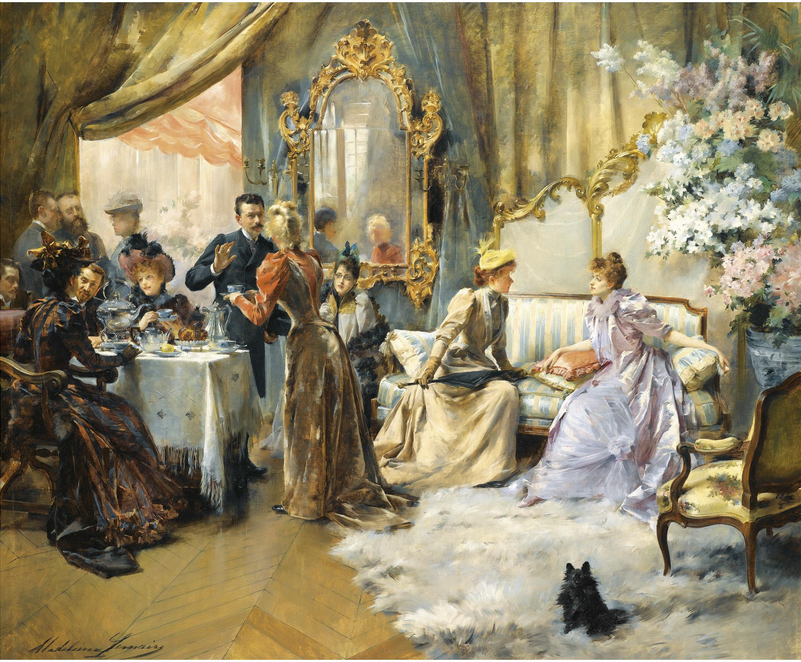
画家のサロンでの軽食
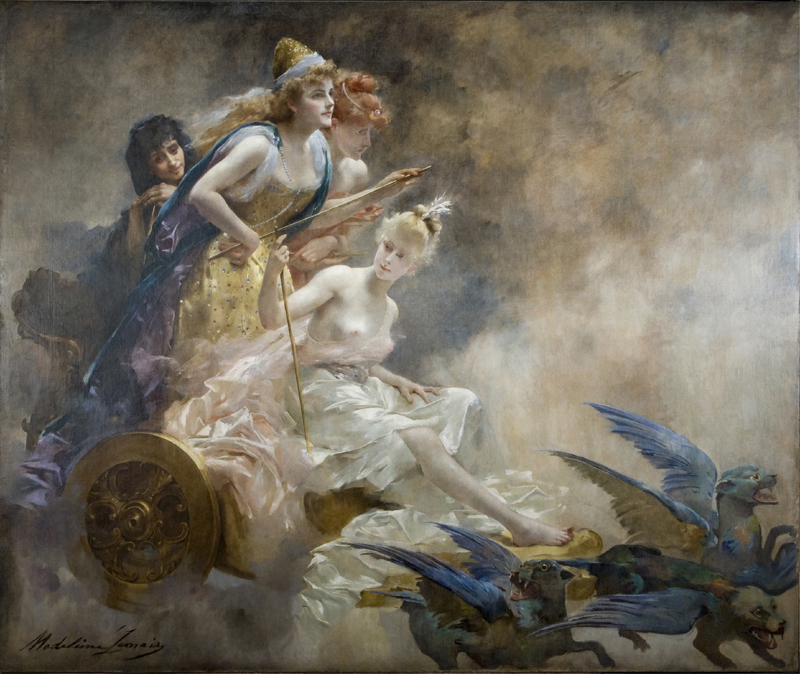
妖精の戦車

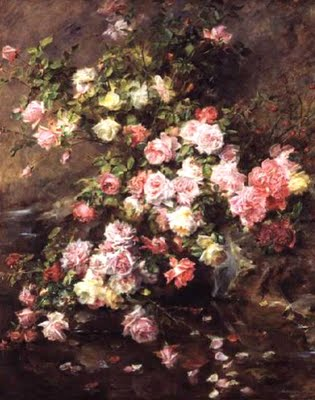
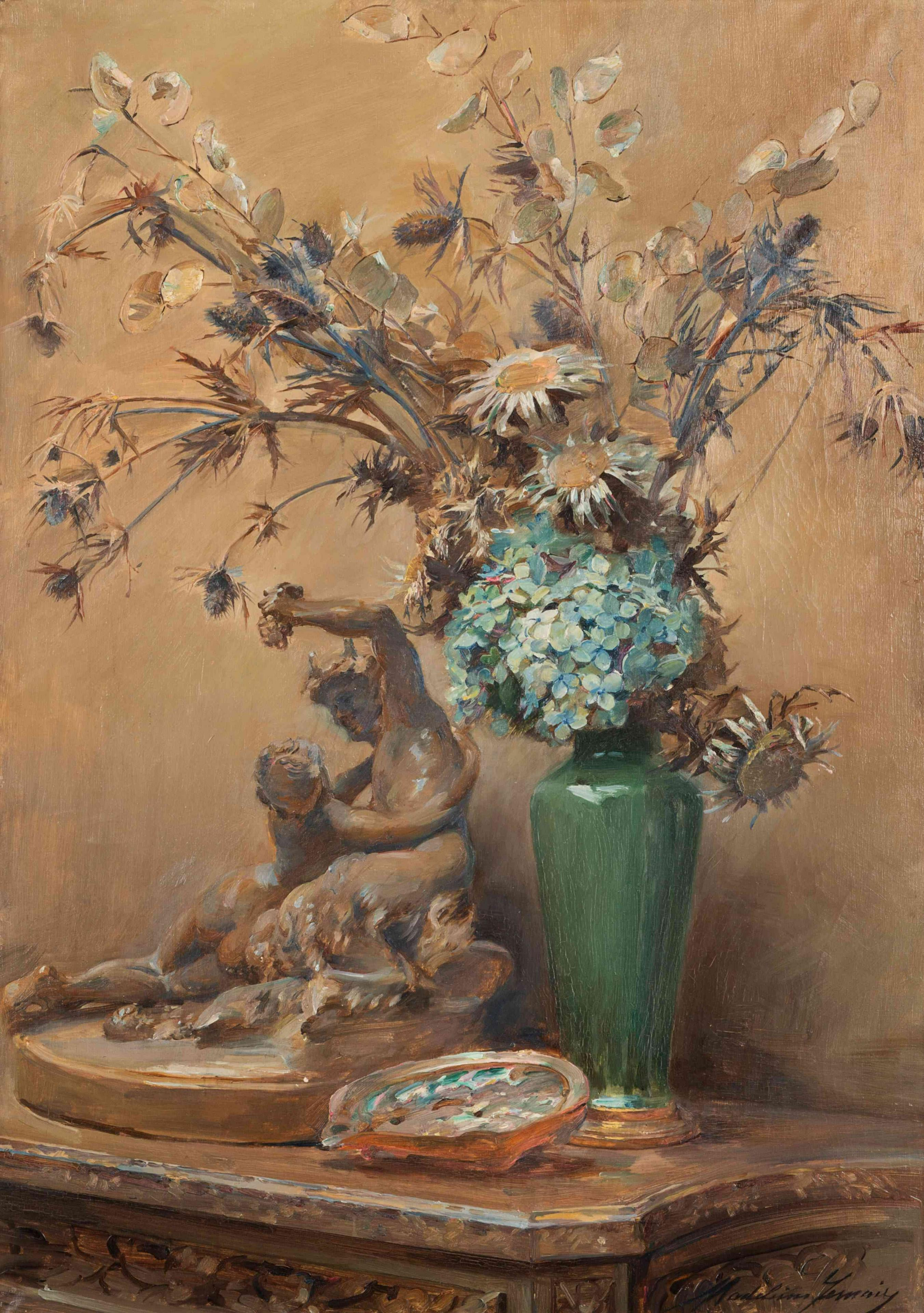
ドライフラワーとパンの置物
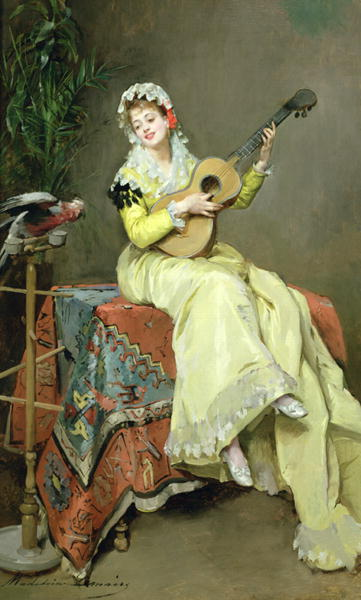
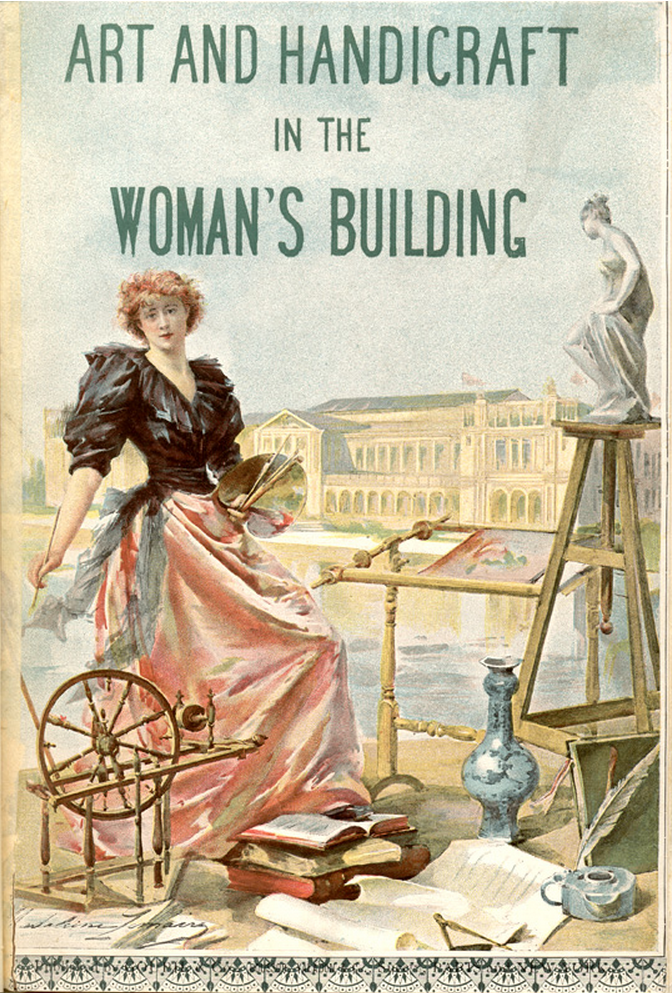
シカゴ万国博覧会の女性館ポスター